# Folienfilter
Folienfilter werden aus verschiedenen Kunststoffen oder aus Gelatine hergestellt. Übliche Maße sind 75 × 75 mm und 100 × 100 mm.
Folienfilter werden in großer Vielfalt u. a. als Farbfilter für die Schwarzweißfotografie (rot, orange usw.), als Farbkorrekturfilter (zur feinstufigen Abstimmung der Farbtemperatur) bis hin zu Infrarotfiltern angeboten. Sie sind vergleichsweise preiswert und bei guten Folienfiltern ist in der Praxis kein Einfluss auf die Abbildungsqualität zu erkennen.
Um sie an der Kamera zu verwenden, braucht man einen speziellen Filterfolienhalter, der die Folie möglichst plan halten soll. In einem Kompendium ist meist schon ein Schlitz eingelassen, der zur Aufnahme eines oder mehrerer Folienfilter dient.
Als die besten (und empfindlichsten) gelten die Wrattenfilter von Kodak, die aus Gelatine hergestellt sind, der die entsprechenden Farbstoffe zugemischt werden, wobei die Farbstoffe nicht immer stabil bleiben, wenn sie dem Licht längere Zeit ausgesetzt werden.